# Conops aureomicans
Conops aureomicans är en tvåvingeart som beskrevs av Krober 1933. Conops aureomicans ingår i släktet Conops och familjen stekelflugor.
Artens utbredningsområde är Uganda. Inga underarter finns listade i Catalogue of Life.